# ATP Challenger Almaty-2
Das ATP Challenger Almaty-2 (offizieller Name: Almaty Challenger) war ein zwischen 2017 und 2021 stattfindendes Tennisturnier in Almaty. Es war Teil der ATP Challenger Tour und wurde im Freien auf Sand gespielt.

## Liste der Sieger

### Einzel
| Jahr     | Sieger           | Finalgegner        | Ergebnis        |
| -------- | ---------------- | ------------------ | --------------- |
| 2021 (2) | Jesper de Jong   | Tomás Barrios Vera | 6:1, 6:2        |
| 2021 (1) | Zizou Bergs      | Timofei Skatow     | 4:6, 6:3, 6:2   |
| 2020     | abgesagt         | abgesagt           | abgesagt        |
| 2019     | Lorenzo Giustino | Federico Coria     | 6:4, 6:4        |
| 2018 (2) | Denis Istomin    | Nikola Milojević   | 6:74, 7:65, 6:2 |
| 2018 (1) | Jurij Rodionov   | Peđa Krstin        | 7:5, 6:2        |
| 2017     | Filip Krajinović | Laslo Đere         | 6:0, 6:3        |

### Doppel
| Jahr     | Sieger                                 | Finalgegner                         | Ergebnis          |
| -------- | -------------------------------------- | ----------------------------------- | ----------------- |
| 2021 (2) | Wladyslaw Manafow Witalij Satschko (2) | Corentin Denolly Adrián Menéndez    | 6:1, 6:4          |
| 2021 (1) | Jesper de Jong Witalij Satschko (1)    | Wladyslaw Manafow Jewgeni Tjurnew   | 7:64, 6:1         |
| 2020     | abgesagt                               | abgesagt                            | abgesagt          |
| 2019     | Andrej Martin Hans Podlipnik-Castillo  | Gonçalo Oliveira Andrej Wassileuski | 7:64, 3:6, [10:8] |
| 2018 (2) | Zdeněk Kolář Lukáš Rosol               | Jewgeni Karlowski Timur Chabibulin  | 6:3, 6:1          |
| 2018 (1) | Kevin Krawietz Andreas Mies            | Laurynas Grigelis Wladyslaw Manafow | 6:2, 7:62         |
| 2017     | Timur Chabibulin Alexander Nedowessow  | Iwan Gachow Nino Serdarušić         | 1:6, 6:3, [10:3]  |